# Prix de la Plume couronnée
Le Prix de la Plume couronnée est un concours de calligraphie qui s'est tenu dans les anciens Pays-Bas au début du XVIIe siècle.

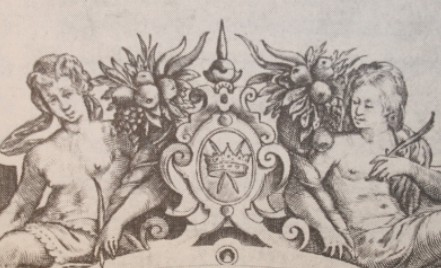
Le motif de la Plume couronnée.

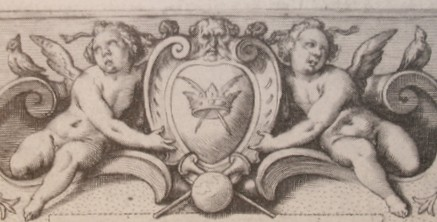
Autre motif de la Plume couronnée.

C'est un des premiers exemples des compétitions calligraphiques qui se sont succédé aux Pays-Bas jusqu'après le XVIIIe siècle. Les gagnants pouvaient recevoir des livres d'édification (psautiers, Nouveaux Testaments, des recueils d'exemples publiés par des maîtres écrivains célèbres, des plumes d'or, des encriers, etc.
Les lauréats identifiés à ce jour sont :
- Felix van Sambix premier prix en 1590
- Salomon Henrix, second prix en 1590
- Jan van den Velde, troisième prix en 1590.
- Cornelis Dircksz. Boissens, vers 1605.
- Maria Strick, second prix en 1620.
- George de Carpentier, premier prix en 1620.
- Lieven Willemsz van Coppenol, peut-être.
- Samuel de Swaef.

Le motif de la plume couronnée (une couronne traversée par deux plumes entrecroisées) se trouve dans plusieurs traités ou portraits à partir de 1590, et dans les arts décoratifs jusqu'au XVIIIe siècle.
Le Prix de la plume couronnée est le signe tangible de l'émulation qui prévalut entre les maîtres écrivains néerlandais du début du XVIIe siècle, époque appelée depuis l'Âge d'or de la calligraphie néerlandaise.